# ケイト・グリーナウェイ賞
ケイト・グリーナウェイ賞（ケイト・グリーナウェイしょう、Kate Greenaway Medal）は、イギリスの絵本作家ケイト・グリーナウェイにちなんで1956年に英国図書館協会によって設立された賞。2023年、カーネギー画家賞（Yoto Carnegie Medal for Illustration）に名称が変更された。1年間にイギリスで出版された絵本のうち、特に優れたものの画家に対して贈られる。

## 受賞者一覧
- 2025年 オリヴィア・ロメネク・ギル（英語版）, Clever Crow
- 2024年 Aaron Becker, The Tree and the River
- 2023年 ジート・ズーン（英語版）, Saving Sorya: Chang and the Sun Bear（『ソリアを森へ』）
- 2022年 ダニカ・ノヴゴロドフ（英語版）, Long Way Down
- 2021年 シドニー・スミス（英語版）, Small in the City（『このまちのどこかに』）
- 2020年 ショーン・タン, Tales from the Inner City（『内なる町から来た話』）
- 2019年 ジャッキー・モリス（英語版）, The Lost Words
- 2018年 シドニー・スミス（英語版）, Town is by the Sea（『うみべのまちで』）
- 2017年 レイン・スミス(Lane Smith), There Is a Tribe of Kids（『こどものなかま』）
- 2016年 クリス・リデル（英語版）, The Sleeper and the Spindle
- 2015年 ウィリアム・グリル（英語版）, Shackleton's Journey（『シャクルトンの大漂流』）
- 2014年 ジョン・クラッセン, This is Not My Hat（『ちがうねん』）
- 2013年 レヴィ・ピンフォルド（英語版）, Black Dog（『ブラック・ドッグ』）
- 2012年 ジム・ケイ（英語版）, A Monster Calls（『怪物はささやく』）
- 2011年 グレアム・ベイカー＝スミス (Grahame Baker-Smith), FArTHER
- 2010年 フレイア・ブラックウッド（英語版）, Harry and Hopper（『さよならをいえるまで』）
- 2009年 キャスリン・レイナー (Catherine Rayner), Harris Finds His Feet
- 2008年 エミリー・グラヴェット（英語版）, Little Mouse's Big Book of Fears
- 2007年 ミニ・グレイ（英語版）, The Adventures of the Dish and the Spoon
- 2005年 エミリー・グラヴェット, Wolves（『オオカミ』）
- 2004年 クリス・リデル, Jonathan Swift's "Gulliver"（『ヴィジュアル版　ガリヴァー旅行記』）
- 2003年 シャーリー・ヒューズ（英語版）, Ella's Big Chance
- 2002年 ボブ・グレアム（英語版）, Jethro Byrde, Fairy Child
- 2001年 クリス・リデル, Pirate Diary（『海賊日誌　少年ジェイク，帆船に乗る』）
- 2000年 ローレン・チャイルド, I Will Not Ever Never Eat a Tomato  (Charlie and Lola) （『ぜったいたべないからね ― チャーリーとローラのおはなし』）
- 1999年 ヘレン・オクセンバリー（英語版）, Alice's Adventures in Wonderland（『不思議の国のアリス』）
- 1998年 ヘレン・クーパー（英語版）, Pumpkin Soup（『かぼちゃスープ』）
- 1997年 P・J・リンチ（英語版）, When Jessie Came Across the Sea
- 1996年 ヘレン・クーパー, The Baby Who Wouldn't Go To Bed（『いやだ　あさまで　あそぶんだぃ』）
- 1995年 P・J・リンチ, The Christmas Miracle of Jonathan Toomey
- 1994年 グレゴリー・ロジャース (Gregory Rogers), Way Home
- 1993年 アラン・リー（英語版）, Black Ships Before Troy（『トロイアの黒い船団』）
- 1992年 アンソニー・ブラウン, Zoo（『どうぶつえん』）
- 1991年 ジャネット・アールバーグ（英語版）, The Jolly Christmas Postman（『ゆかいなゆうびんやさんのクリスマス』）
- 1990年 ゲイルー・ブライス (Gary Blythe), The Whales' Song（『くじらの歌ごえ』）
- 1989年 マイケル・フォアマン（英語版）, War Boy: a Country Childhood（『ウォー・ボーイ 少年は最前線の村で大きくなった。』）
- 1988年 バーバラ・ファース (Barbara Firth), Can't You Sleep Little Bear?（『ねむれないの？ちいくまくん』）
- 1987年 アドリエンヌ・ケナウェイ（英語版）, Crafty Chameleon（『やったねカメレオンくん』）
- 1986年 フィオナ・フレンチ (Fiona French), Snow White in New York（『スノーホワイト・イン・ニューヨーク』）
- 1985年 Juan Wijngaard, Sir Gawain and the Loathly Lady
- 1984年 エロール・ル・カイン, Hiawatha's Childhood（『ハイワサのちいさかったころ』）
- 1983年 アンソニー・ブラウン, Gorilla（『すきですゴリラ』）
- 1982年 マイケル・フォアマン, Long Neck and Thunder Foot and Sleeping Beauty and Other Favourite Fairy Tales（『ニョロロンとガラゴロン』）
- 1981年 チャールズ・キーピング（英語版）, The Highwayman
- 1980年 クェンティン・ブレイク, Mr Magnolia（『マグノリアおじさん』）
- 1979年 ヤン・ピエンコフスキ（英語版）, Haunted House（『おばけやしき』）
- 1978年 ジャネット・アールバーグ, Each Peach Pear Plum（『もものきなしのきプラムのき』）
- 1977年 シャーリー・ヒューズ, Dogger（『ぼくのワンちゃん』）
- 1976年 ゲイル・E・ヘイリー, The Post Office Cat（『郵便局員ねこ』）
- 1975年 ヴィクター・アンブラス（英語版）, Horses in Battle and Mishka（『バイオリンひきのミーシカ』）
- 1974年 パッチ・ハッチンズ（英語版）, The Wind Blew（『風がふいたら』）
- 1973年 レイモンド・ブリッグズ, Father Christmas（『さむがりやのサンタ』）
- 1972年 クリスティナ・タースカ (Krystyna Turska), The Woodcutter's Duck（『きこりとあひる』）
- 1971年 ヤン・ピエンコフスキ, The Kingdom under the Sea（『海の王国』）
- 1970年 ジョン・バーニンガム, Mr Gumpy's Outing（『ガンピーさんのふなあそび』）
- 1969年 マーガレット・マーヒー著・ヘレン・オクセンバリー（英語版）絵, The Quangle Wangle's Hat and The Dragon of an Ordinary Family（『カングル・ワングルのぼうし』『うちのペットはドラゴン』）
- 1968年 ポーリン・ベインズ, Dictionary of Chivalry（『西洋騎士道事典』）
- 1967年 チャールズ・キーピング, Charley, Charlotte and the Golden Canary（『しあわせどおりのカナリア』）
- 1966年 レイモンド・ブリッグズ, Mother Goose Treasury
- 1965年 ヴィクター・アンブラス, The Three Poor Tailors
- 1964年 ウォルター・ホッジス, Shakespeare's Theatre（『シェイクスピアの劇場 グローブ座の歴史』）
- 1963年 ジョン・バーニンガム, Borka: The Adventures of a Goose With No Feathers（『ボルカ　はねなしガチョウのぼうけん』）
- 1962年 ブライアン・ワイルドスミス, A.B.C（『ブライアンワイルドスミスのＡＢＣ』）
- 1961年 アンソニー・メイトランド (Antony Maitland), Mrs. Cockle's Cat
- 1960年 ジェラルド・ローズ (Gerald Rose), Old Winkle and the Seagulls（『ウィンクルさんとカモメ』）
- 1959年 ウィリアム・ストッブズ（英語版）, Kashtanka and A Bundle of Ballads
- 1957年 V・H・ドラモンド (V. H. Drummond), Mrs Easter and the Storks
- 1956年 エドワード・アーディゾーニ, Tim All Alone（『チムひとりぼっち』）